# Leininger Oberhof
 (août 2024).
Si vous disposez d'ouvrages ou d'articles de référence ou si vous connaissez des sites web de qualité traitant du thème abordé ici, merci de compléter l'article en donnant les références utiles à sa vérifiabilité et en les liant à la section « Notes et références ».

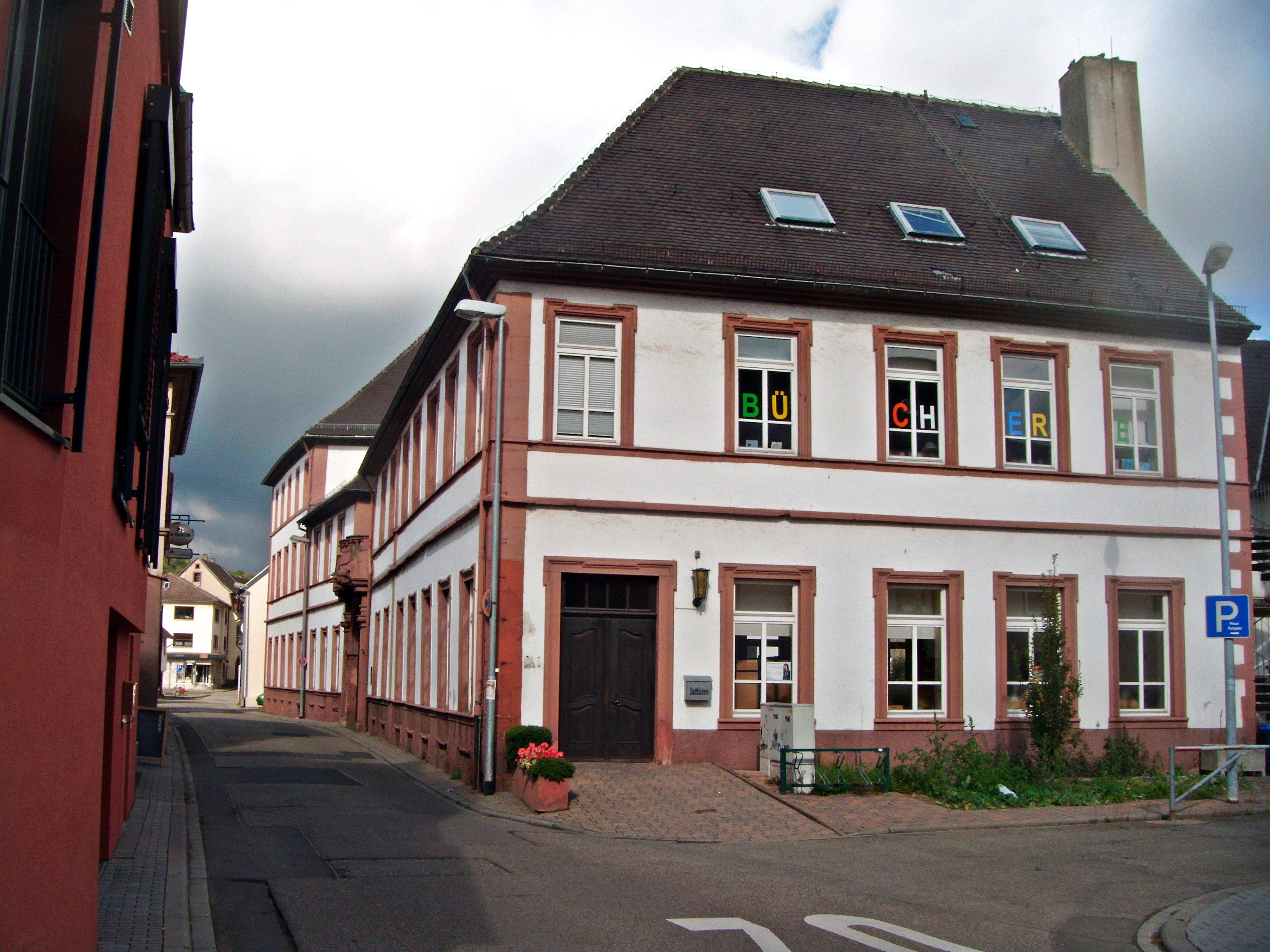
Leininger Oberhof du sud

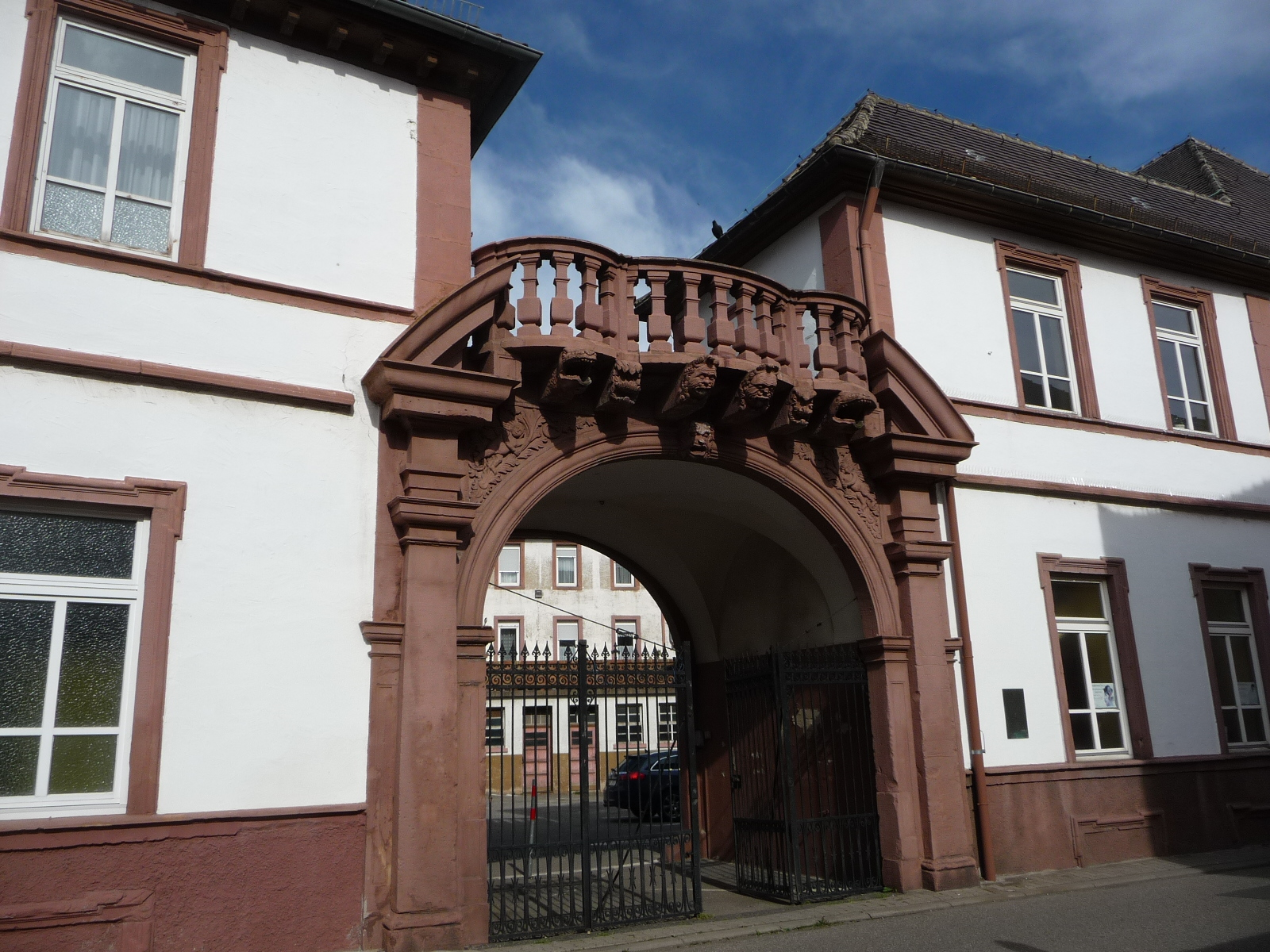
Portail d'entrée avec balustrade

Le Leininger Oberhof est un palais baroque situé dans la ville de Grünstadt, en Rhénanie-Palatinat.

## Histoire du château
Lorsque le général et comte Philipp Ludwig von Leiningen-Westerburg-Rixingen (de) tomba lors de la bataille de Cassano en 1705, son fils unique, ses frères et ses proches parents masculins étaient déjà morts. Avec lui, les lignées familiales Leiningen-Westerburg-Rixingen et Leiningen-Westerburg-Leiningen se sont éteintes dans la lignée masculine.
Son héritage revient à parts égales à des parents éloignés, les frères Christoph Christian (1656-1728) et George II. Carl Ludwig (1666-1726) de la lignée familiale Leiningen-Westerburg-Schaumburg. Les deux frères reprirent ensemble le comté palatin de Famille de Linange et exerçaient leur pouvoir en alternance chaque année. Tous deux fondèrent leur propre lignée familiale, Christoph Christian la lignée Leiningen-Westerburg-Altleiningen et Georg II. Carl Ludwig Leiningen-Westerburg-Neuleiningen. Les frères résidaient à Grünstadt en raison de la destruction des châteaux d'Altleiningen et Neuleiningen. Alors que Christoph Christian s'installait au château d'Unterhof, déjà construit par son prédécesseur le comte Philipp Ludwig, Georg II Carl Ludwig et sa très riche épouse Margarete construisirent à partir de 1716 un nouveau château à proximité, l'Oberhof. Elle servit de résidence à la lignée des Linages jusqu'à la fin du règne comtal à la suite de la Révolution française et de ses effets.
Puis une usine de tabac y fut construite. L'aile nord fut acquise par l'administration municipale en 1823 afin d'y installer l'école primaire ; en 1854, le bâtiment fut agrandi d'un étage. En 1881, l'aile sud fut également annexée à la ville de Grünstadt. Depuis que les écoles ont cessé de fonctionner à la fin du XXe siècle, l'aile sud sert de bibliothèque municipale et l'aile nord de club-house.
Le Feldmarschall-Leutnant autrichien August Georg zu Leiningen-Westerburg-Neuleiningen (1770-1849) et son frère Christian Ludwig zu Leiningen-Westerburg-Neuleiningen (1771-1819) sont tous deux nés à Oberhof.

## Parc immobilier
La façade du château se trouve dans la Neugasse et porte les numéros de maison Neugasse 2, 4 et 6. Il se compose d'une aile sud avec 7 et d'une aile nord avec 8 axes de fenêtres. Initialement composée de deux étages, l'aile nord a été agrandie d'un étage en 1854. Les étages sont séparés par des corniches. Les deux ailes ont des extensions qui convergent vers la façade sur rue, au milieu de laquelle se trouve un magnifique portail d'entrée décoré de figures vers la cour du château, qui possède une terrasse avec balustrades au sommet face à la rue et à la cour du château. Les parties visibles de la maçonnerie, portail, encadrements de portes et fenêtres, ainsi que les angles des bâtiments sont en grès, le reste est enduit. Dans la cage d'escalier de l'aile sud se trouve une peinture au plafond « Orphée aux enfers », attribuée au peintre Johann Martin Seekatz (1680-1729). Le château et surtout le portail sont l'un des points de repère de la ville de Grünstadt.

## Galerie

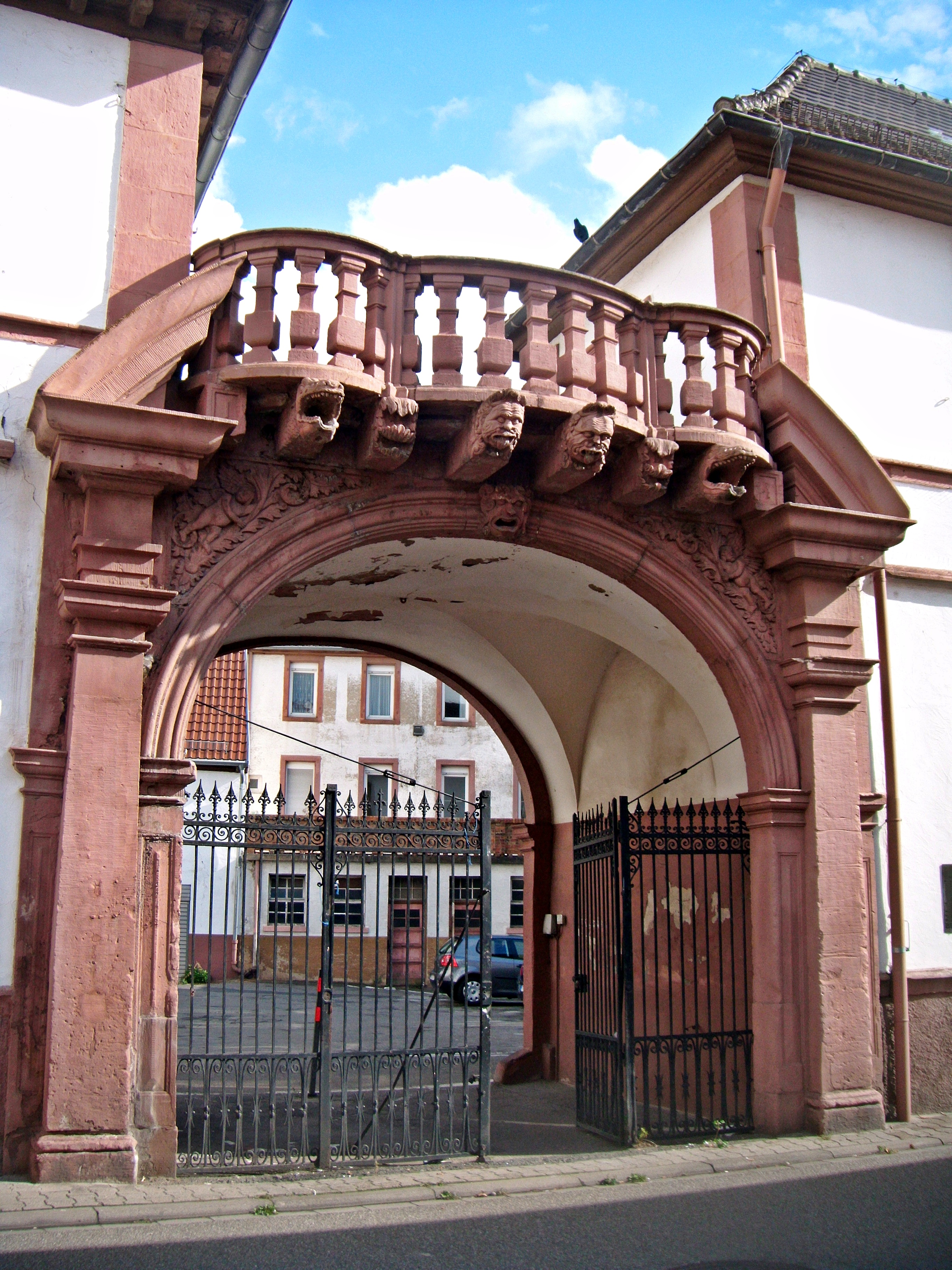
Portail
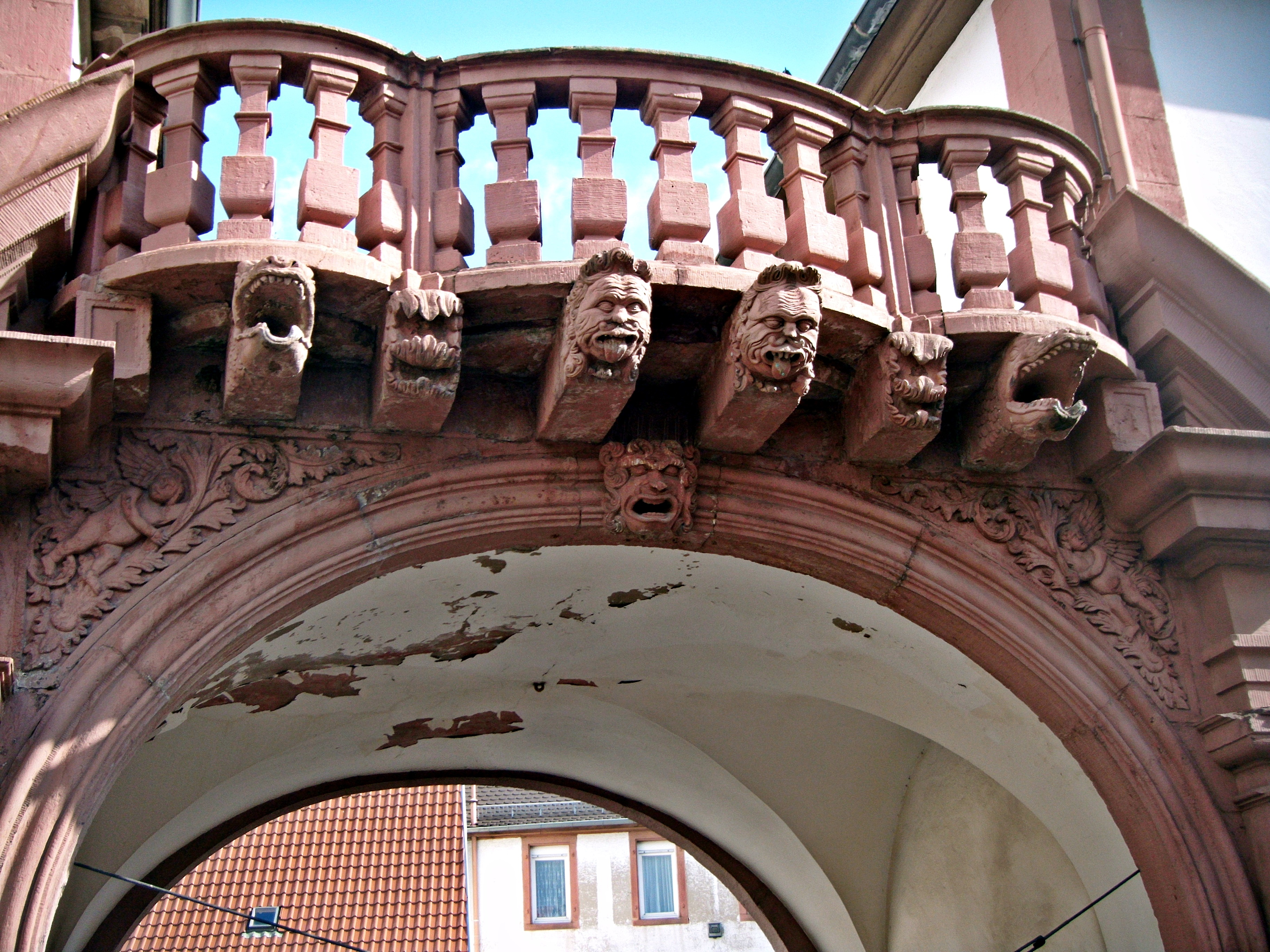
Vue détaillée du portail
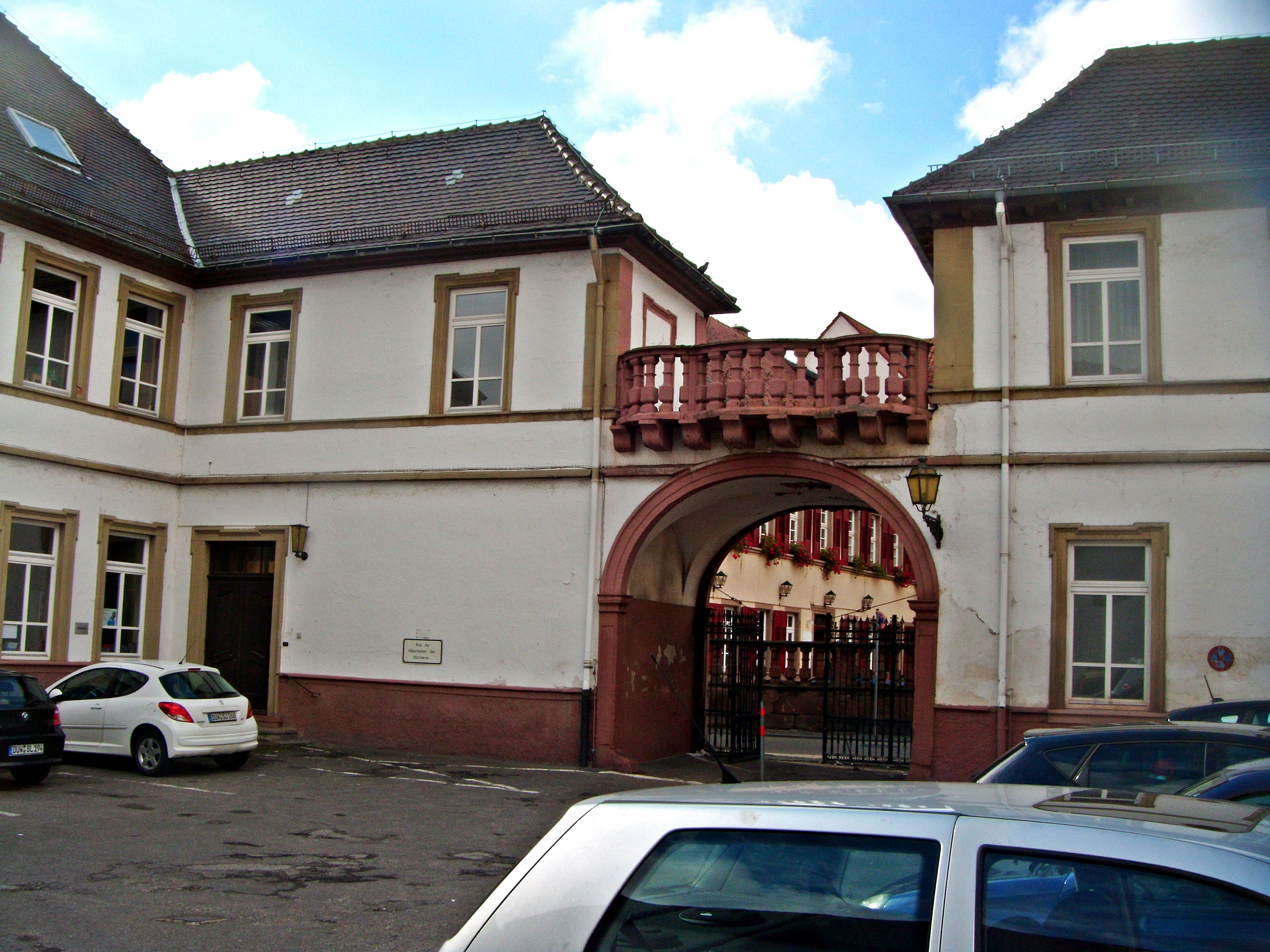
Vue depuis la cour du château
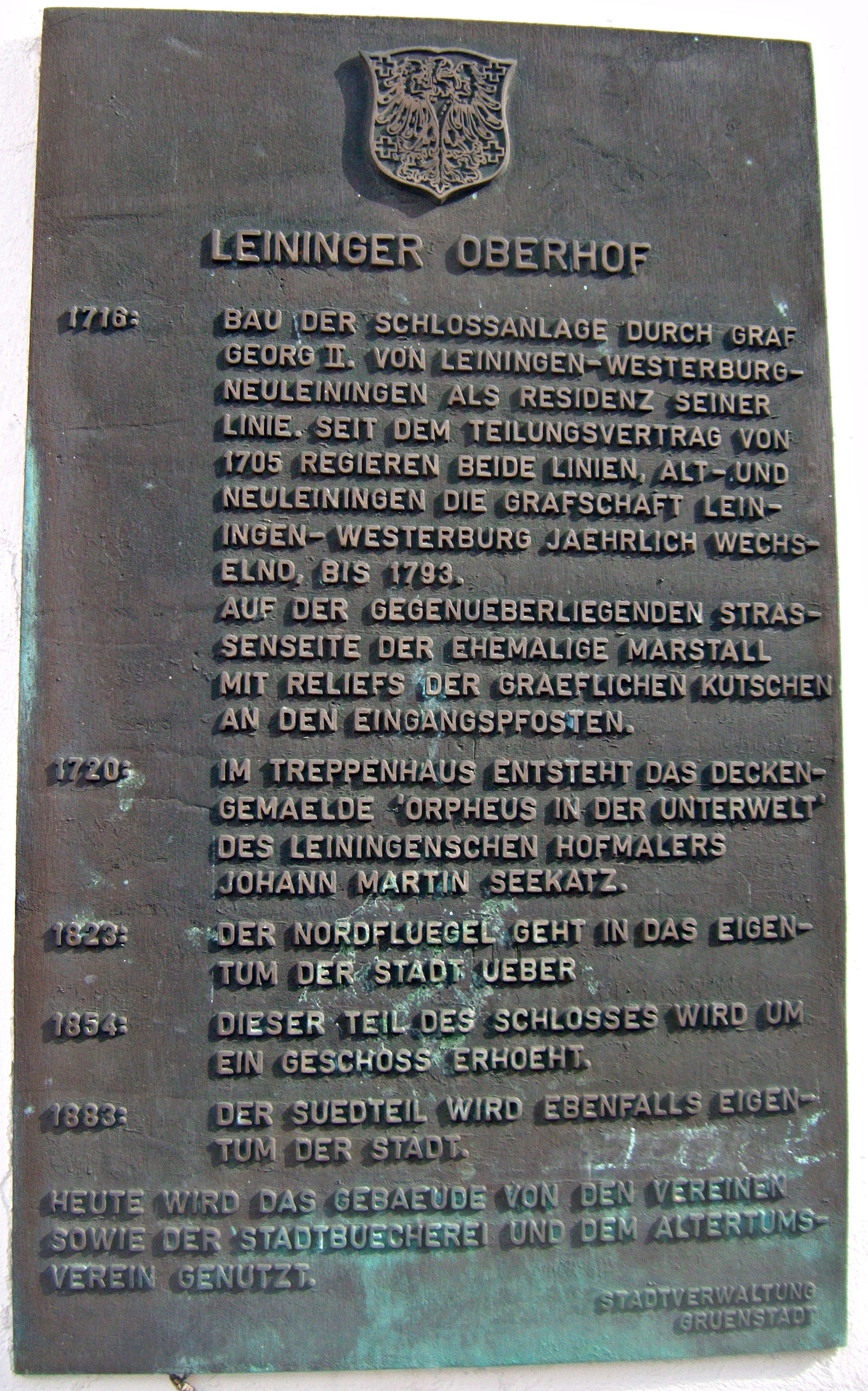
Plaque expliquant l'histoire du bâtiment
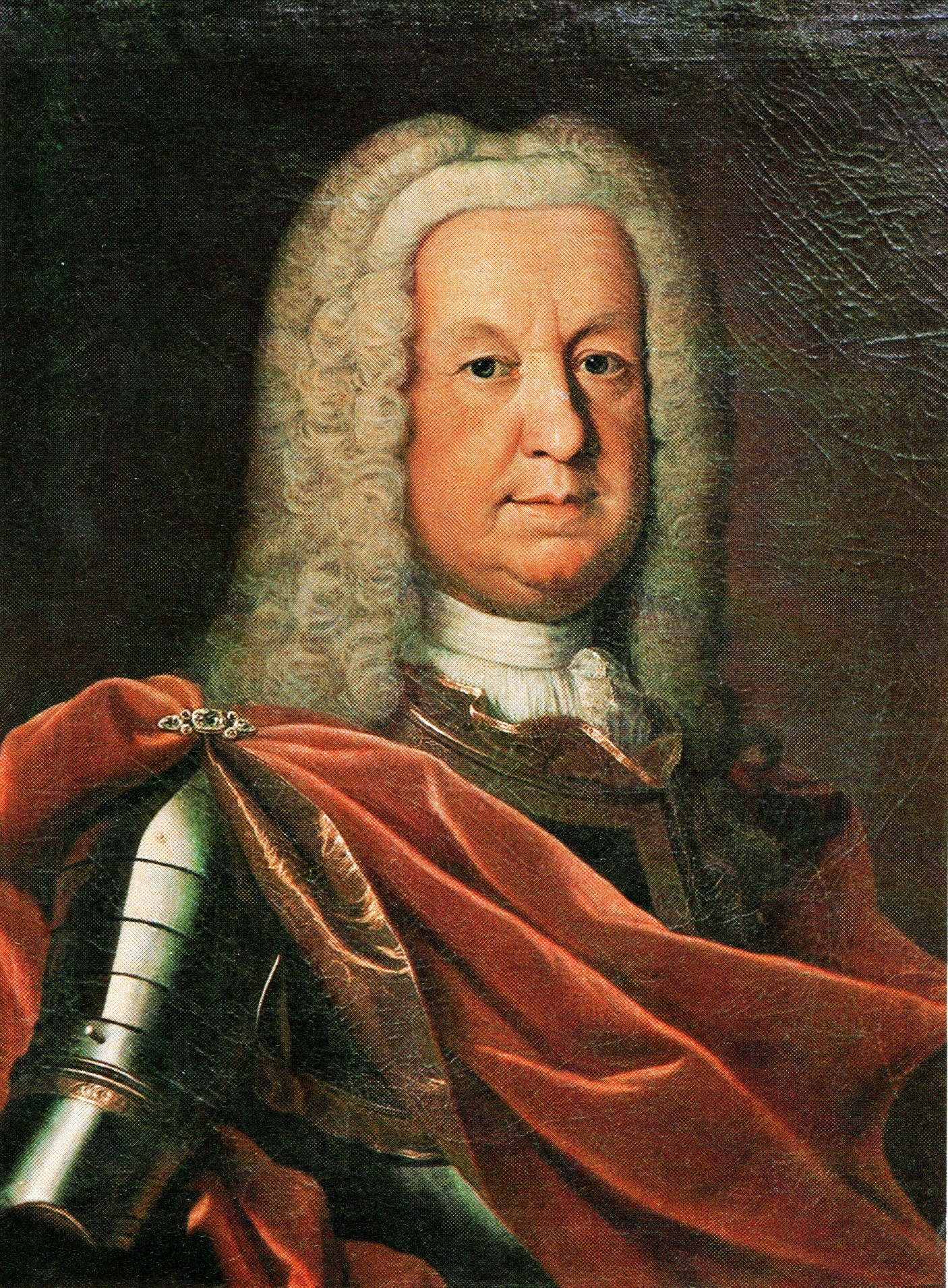
Le constructeur, Graf Georg II. Carl Ludwig

## Littérature
- Landesamt für Denkmalpflege: Die Kunstdenkmäler von Bayern. Regierungsbezirk Pfalz, VIII. Stadt und Landkreis Frankenthal, Oldenbourg Verlag, München 1939, S. 269
- Hans Heiberger: Die Grafen zu Leiningen-Westerburg. Kiliandruck Dinges, Grünstadt 1983, S. 38, 72 u. 73,  (ISBN 3-924386-00-5)

## Liens extérieurs
- AlleBurgen: Oberhof (Grünstadt)